# Ramsès IV
Ramsès IV fou el fill i successor de Ramsès III com a faraó de la dinastia XX. Va regnar del 1151 aC al 1145 aC.

## Família
La seva mare era probablement la reina Iset (Isis) o la reina Titi. El seu nom d'Horus fou Kenankhmemaat Nebkhebusemitefptahtachenen (brau poderós que viu en forma justa, senyor del Heb Sed com el seu pare Ptah Tachonen); el seu Nebty fou Mekemetuafpedyet (Protector d'Egipte, el que expulsa als invasors); el seu nom Hor Nub fou Userenpetuernakht (Poderós per molt de temps, gran en el triomf); el seu nom de tron o Nesut Bity fou Heqamaatre Setepenamon (governant just com Ra, elegit d'Amon) i el seu Sa Ra fou Ramesesu heqamaat meryamon (Engendrat per Ra, senyor de la justícia, estimat d'Amon). Abans de pujar al tron el seu nom de naixement era Amonhirkhopshef. La seva esposa principal es deia Tentopet o Duatentopet i està enterrada a la tomba QV74 de la Vall de les Reines.
Era el cinquè fill de Ramsès III i fou declarat hereu al 22è any del regnat del seu pare quan els seus quatre germans grans havien mort. El pare li va delegar algunes funcions i al 27è any és representat en una inscripció com a encarregat d'investir a Amenemopet com a gran sacerdot de Mut a Karnak. La conspiració de l'harem que es va produir cap al final del regnat patern, tenia per objectiu eliminar-lo de la successió a favor d'un germanastre, però no va tenir èxit.

## Regnat
Una vegada mort al pare i coronat faraó no se sap gran cosa del seu regnat.
El tercer any va combatre amb grups de Pobles de la mar. Se sap també que a Kush era virrei Hori II, el pare del qual era virrei ja en temps de Siptah i ho va ser també amb Ramsès III.
A una estela al Wadi Hammamat, es diu que va enviar expedicions a aquest lloc per obtenir bona pedra per les estàtues i en una d'elles hi van participar 8368 homes, dels quals dos mil eren soldats, que no tenien la missió de defensar als treballadors sinó de vigilar-los. També va enviar una expedició a les mines de turqueses de Serabit al-Khadim al Sinaí, i alguna expedició més cap al sud, a Núbia, fins a Buhen a la segona cascada del Nil.
La seva activitat constructiva es va concretar en una ampliació del temple de Khonsu a Karnak. Va començar un temple mortuori per ell mateix que havia de ser més gran que el del seu pare, proper al temple de Hatshepsut; un altre temple també té relació amb Ramsès IV a la zona de Madinet Habu però no és clar perquè servia i s'ha llençat la teoria de què el gran temple mortuori fou abandonat per un de més petit.
Inscripcions que al·ludeixen a aquest faraó s'han trobat a una estàtua a Memfis, a un obelisc a Heliòpolis, a una estela a Coptos, i a alguns petits monuments del Sinaí.
En el seu temps es calcula que els treballadors de Deir al-Madinah van duplicar el seu nombre, però altre cop i van haver conflictes amb aquesta gent per la manca de subministraments. Sembla que en aquest temps l'encarregat dels treballadors era el gran sacerdot d'Amon, Ramesesnakht, el més antic dels grans sacerdots, que acompanyava als oficials reials quan aquestos donaven els pagaments en espècie als treballadors. Ramesesnakht controlava un gran nombre de sacerdots de rang inferior del temple d'Amon i havia esdevingut un poder fàctic. El seu fill Usermaatranakht també va tenir un alt càrrec en les terres d'Amon i controlava tant les terres del temple com les terres de l'estat a l'Egipte Mitjà. El càrrec de gran sacerdot d'Amon va esdevenir hereditari i va començar a incrementar el seu poder.

## Defunció
Va morir al cap de sis anys de pujar al tron. Fou enterrat a la Vall dels Reis, a la tomba KV2, però el seu cos no es va trobar a aquest lloc sinó a l'ossera de la tomba d'Amenhotep II (KV35) i és actualment al Museu d'Antiguitats Egípcies. El va succeir el seu germà Ramsès V.